# Лікування медом

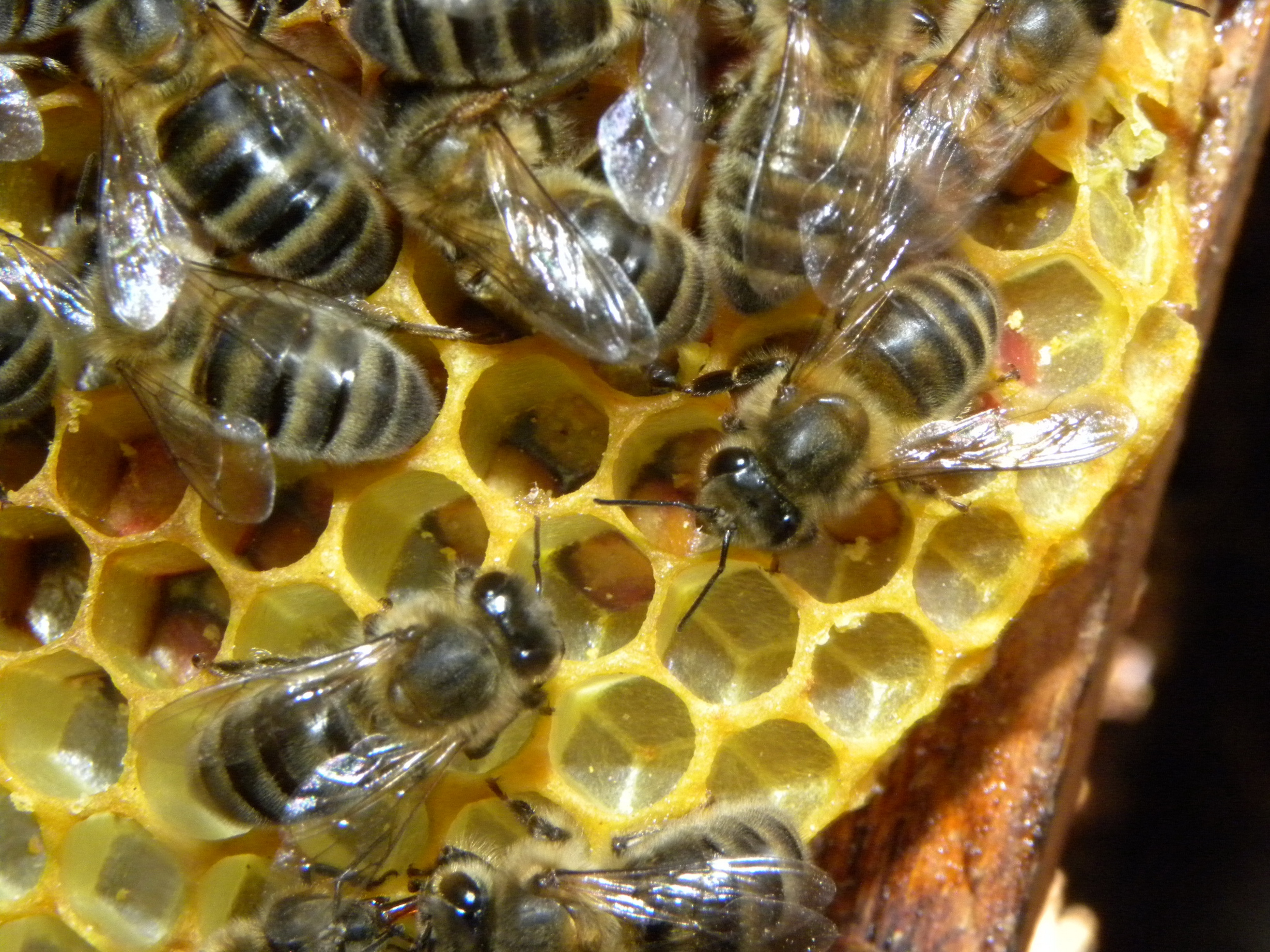

Лікування медом — застосування бджолиного меду в медицині. Зазвичай мед використовується як допоміжний засіб, велике застосування він знаходить також в апіфізіотерапії. Лікувальні властивості меду залежать від його походження, тобто від того, з яких рослин був зібраний бджолами нектар для приготування меду.
Мед є цінним дієтичним продуктом і вживаєтеся людиною в їжу з найдавніших часів. Найранішні згадки про лікувальне використання меду можна знайти на шумерських глиняних табличках.
Мед цінується як антиоксидант та антимікробний агент, користь для здоров'я від нього варіюється від імуномодулюючей та протизапальной активності до протипухлинної дії, метаболічних і серцево-судинних вигод, пребіотичних властивостей, контролю за патогенами людини та противірусної активності, він підходить для боротьби з захворюваннями серця, шкіри.
З давнини і до наших часів мед використовується для лікування ран.
Регулярне щоденне вживання меду перешкоджає виникненню хвороб шлунково-кишкового тракту.